# F-lok (ånga)

## Historik
F-loken är de största ånglok som gått i reguljär trafik i Sverige. F-loken var försedda med överhettare, som höjde effekten samt höll nere bränsleförbrukningen avsevärt. De tillverkades i 11 exemplar under tiden 1914–1916 av NOHAB i Trollhättan för trafik på stambanelinjerna Stockholm - Malmö och i viss mån Stockholm - Göteborg.
När eldriften stod klar ända ner till Malmö (och Trelleborg) 1933, förflyttades några av dem till Västkustbanan men efter dennas elektrifiering 1936 blev de övertaliga även där. Då samtliga stambanor i södra och mellersta Sverige samt flera andra större järnvägar i landet blev elektrifierade miste dessa stora lok sina trafikuppgifter. Statens Järnvägar hade också räknat med att F-lokens underhållskostnader framdeles skulle bli höga. DSB i Danmark hade vid denna tid inga elektrifierade linjer, utan man satsade istället på fortsatt ångdrift. Därför köpte DSB de elva F-loken 1937 till ett fördelaktigt pris. I Danmark gick de sedan i trafik till slutet av 1960-talet.
Loken är utrustade med en fyrcylindrig compoundångmaskin, det vill säga ångan leds först under högt tryck in i de mindre högtryckscylindrarna mellan hjulen; och därefter in i de större lågtryckscylindrarna på lokets utsida. Detta tillsammans med överhettaren ger en bättre driftekonomi. Dessutom får loket ett mjukare ljud, eftersom ångan som rusar ut genom skorstenen har lägre tryck. Loken är 21,3 meter långa över buffertarna, har en tjänstevikt på 142,8 ton, en effekt på 1 550 hästkrafter och en största tillåtna hastighet på 90 km/h.
F 1200 är det mest kända F-loket, och det är det först tillverkade. Det var med i Sveriges värsta järnvägskatastrof i Getå 1918, varvid minst 41 personer förolyckades. Bland annat skållades eldaren till döds i loket. Det svårt skadade loket reparerades dock och sattes åter i trafik. Efter den långa tjänstgöringen i Danmark återköptes loket av Sveriges Järnvägsmuseum och kan idag beskådas i dess samlingar i Gävle. Loket är i kördugligt skick och gick i trafik vid järnvägens i Sverige 150-årsjubileum hösten 2006, vid hundraårsjubileet för loket under hösten 2014 samt 100 år efter  Järnvägsolyckan i Getå hösten 2018.

### Leverans och avställning
| F-loken - översikt | F-loken - översikt | F-loken - översikt       | F-loken - översikt | F-loken - översikt | F-loken - översikt | F-loken - översikt      |
| Beteckning         | Beställd           | Kontrakterad leveranstid | Levererad          | Provkörd           | Tilldelad          | Avställd                |
| ------------------ | ------------------ | ------------------------ | ------------------ | ------------------ | ------------------ | ----------------------- |
| F 1200             | 1913-02-18         | 1914-03-01               | 1914-03-28         | 1914-03-28         | Första distriktet  | April 1935 i Malmö      |
| F 1201             | 1914-09-25         | 1915-06-01               | 1915-09-11         | 1915-09-11         | Första distriktet  | November 1933 i Malmö   |
| F 1202             | 1914-09-25         | 1915-07-01               | 1915-10-11         | 1915-10-11         | Första distriktet  | Augusti 1933 i Malmö    |
| F 1203             | 1914-09-25         | 1915-08-01               | 1915-10-29         | 1915-10-29         | Första distriktet  | Januari 1935 i Malmö    |
| F 1204             | 1914-09-25         | 1915-09-01               | 1915-12-28         | 1915-12-28         | Andra distriktet   | November 1933 i Alvesta |
| F 1205             | 1914-09-25         | 1915-10-01               | 1915-12-28         | 1915-12-28         | Tredje distriktet  | April 1933 i Malmö      |
| F 1206             | 1914-12-12         | 1915-11-01               | 1916-03-31         | 1916-03-31         | Tredje distriktet  | September 1935 i Malmö  |
| F 1207             | 1914-12-12         | 1915-12-01               | 1916-05-09         | 1916-05-09         | Tredje distriktet  | Mars 1933 i Nässjö      |
| F 1208             | 1915-03-13         | 1916-01-01               | 1916-07-08         | 1916-07-08–11      | Första distriktet  | November 1934 i Alvesta |
| F 1209             | 1915-03-13         | 1916-02-01               | 1916-08-23         | 1916-08-23         | Första distriktet  | Januari 1935 i Alvesta  |
| F 1271             | 1915-03-13         | 1916-03-01               | 1916-09-28         | 1916-09-28–30      | Tredje distriktet  | November 1934 i Alvesta |

### Lokens numrering
Man kan tycka att det är konstigt att det sista levererade F-loket fick numret 1271 och inte 1210. Förklaringen är att Statens Järnvägar från början hade tänkt att skaffa tio lok, nummer 1200–1209, men när man senare fattade beslut om ett elfte lok hade nummerserien redan fyllts på med andra loktyper. Det elfte F-loket fick därför nummer 1271. Det är också litet konstigt att det första loket i serien numrerades 1200, och inte 1201, loknummer som slutar på "00" brukar vara prototyper, och så var också fallet med F 1200. Efter en lång utprovningsperiod var F 1200 utrustat på samma sätt som serieloken, men eftersom dessa redan var levererade och numrerade behöll F 1200 sitt prototypnummer.

## F-loken i Danmark
DSB var till skillnad från Statens Järnvägar sena med elektrifieringen av sina järnvägar, främst beroende på bristen på egen vattenkraft. Det är först senare på 1900-talet som det blivit vanligt med elektrifierade järnvägar i Danmark. På 1930-talet var ångkraften i stort sett den enda kraftkällan på danska järnvägar. Visserligen fanns det elektriska lokaltåg och mindre dieseldrivna motorvagnar, men till snälltågen på huvudlinjerna behövde man stora och snabba ånglok. DSB såg sig om efter nya lok vid denna tid, och som en händelse dök då de svenska F-loken upp. F-loken köptes av DSB, de fraktades över Öresund, men för att klara lokens tyngd på järnvägsfärjans ramp var man tvungen att först lyfta ur pannan ur loken. I köpet ingick också en del reservdelar. Loken byggdes om i Danmark efter rådande dansk standard, bland annat gjordes loken högerkörda. Detta innebär att lokföraren kör loket från hyttens högra sida, tvärtemot hur det var hos Statens Järnvägar. Hos DSB littererades loken "E". Loken gjorde långvarig tjänst hos DSB, där några av loken, bland annat F 1200, blev skadade under andra världskriget. DSB ansåg att denna loktyp var så lyckad att man lät Frichs i Århus bygga 25 likadana lok under perioden 1942–1950.

## Eftermäle

### Bevarade
Två lok köptes eller byttes sedermera tillbaka till Sverige av Sveriges järnvägsmuseum, F 1200 och F 1202. F 1200 är omsorgsfullt renoverad till originalskick och körklart sedan 1963. F 1202 finns i magasin och renovering pågår.

### I modell
Flera småserietillverkare har under årens lopp tillverkat mer eller mindre lyckade H0-modeller av F-loket. Under 2008 presenterade danska modelljärnvägstillverkaren Heljan en modell av såväl den danska som svenska versionen av loket.